# Pompás varjúháj
A pompás varjúháj (Hylotelephium spectabile) a kőtörőfű-virágúak (Saxifragales) rendjébe, ezen belül a varjúhájfélék (Crassulaceae) családjába és a fáskövirózsa-formák (Sempervivoideae) alcsaládjába tartozó faj.

## Előfordulása
A pompás varjúháj eredeti előfordulási területe Oroszország délkeleti vidéke, Kína északi és keleti részei, valamint a Koreai-félsziget. Azonban kerti dísznövényként a világ számos részén termesztik. Manapság Japánban, a Himaláján, Oroszország európai részén és az egykori Csehszlovákia területén vadon is nő.

## Változata
- Hylotelephium spectabile var. angustifolium (Kitag.) S.H.Fu

## Megjelenése
Körülbelül 45 centiméter magas, szétterülő, lágy szárú és évelő növény. Szárai vastagok és nem ágaznak el; a levelei fogazott szélűek és szórt elhelyezkedésűek. A csillag alakú rózsaszín virágai, 15 centiméter átmérőjű, lapos virágzatba tömörülnek. Ősszel virágzik.

## Egyebek
A magyar „pompás” neve, a tudományos fajnevéből a spectabile-ből származik. Igen kedvelt termesztett növény, mivel jól tűri a szárazságot és emiatt talajtakaróként használható. Számos termesztett fajtát alakították ki; ezek közül a 'Brilliant' fajta elnyerte a Royal Horticultural Society díját, az úgynevezett Award of Garden Meritet.

## Képek

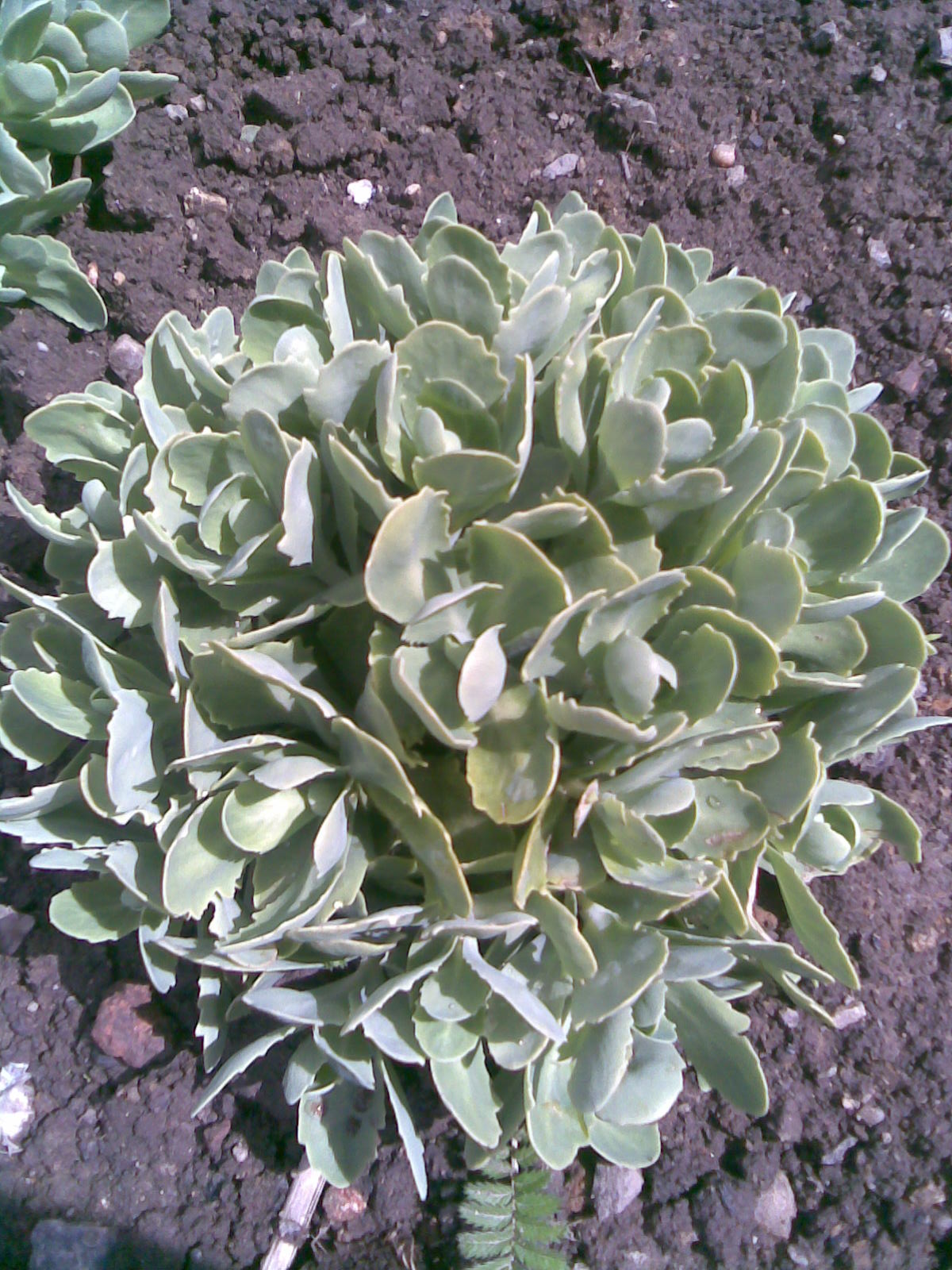
Tavaszi
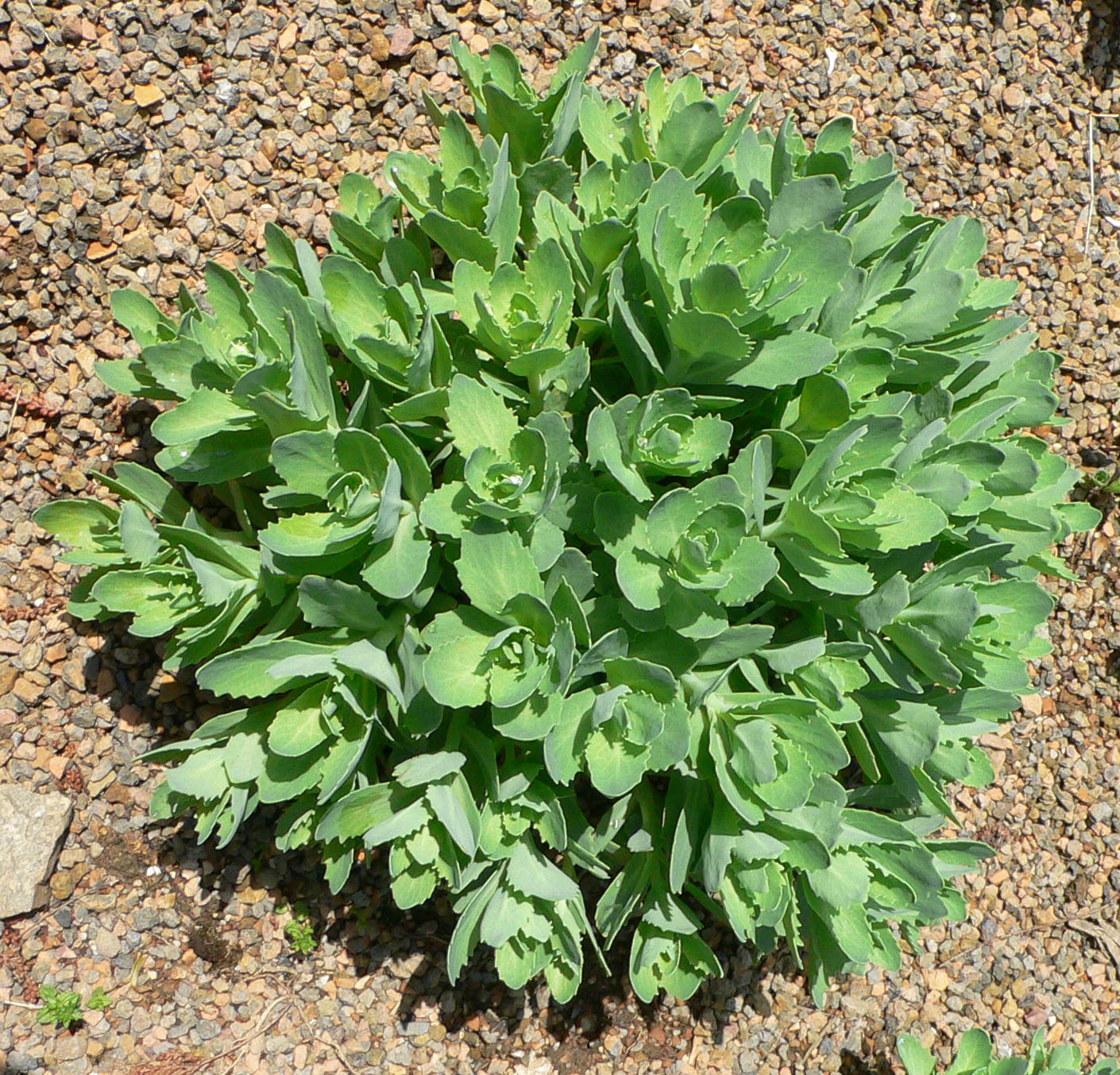
levelek
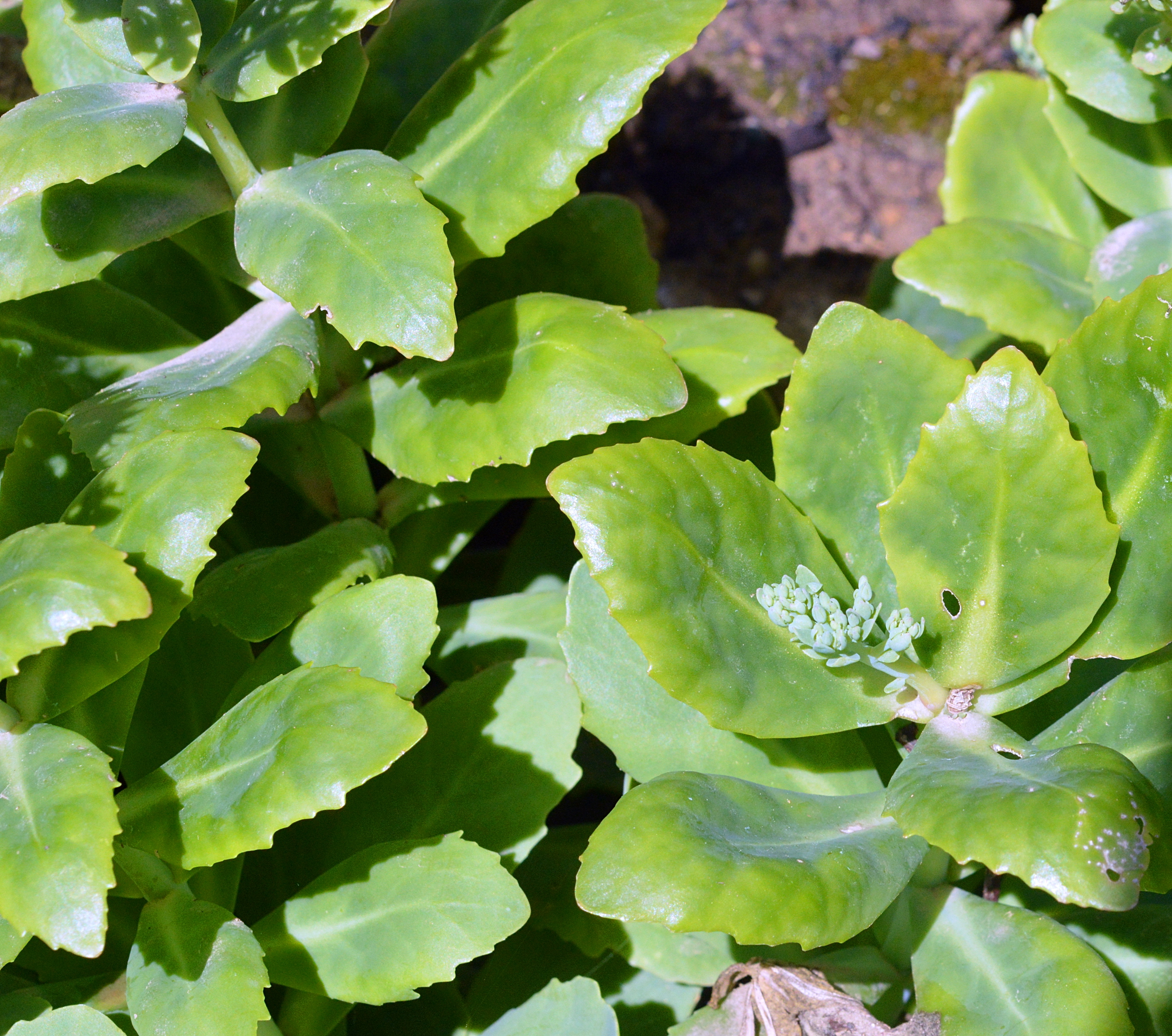
közelről
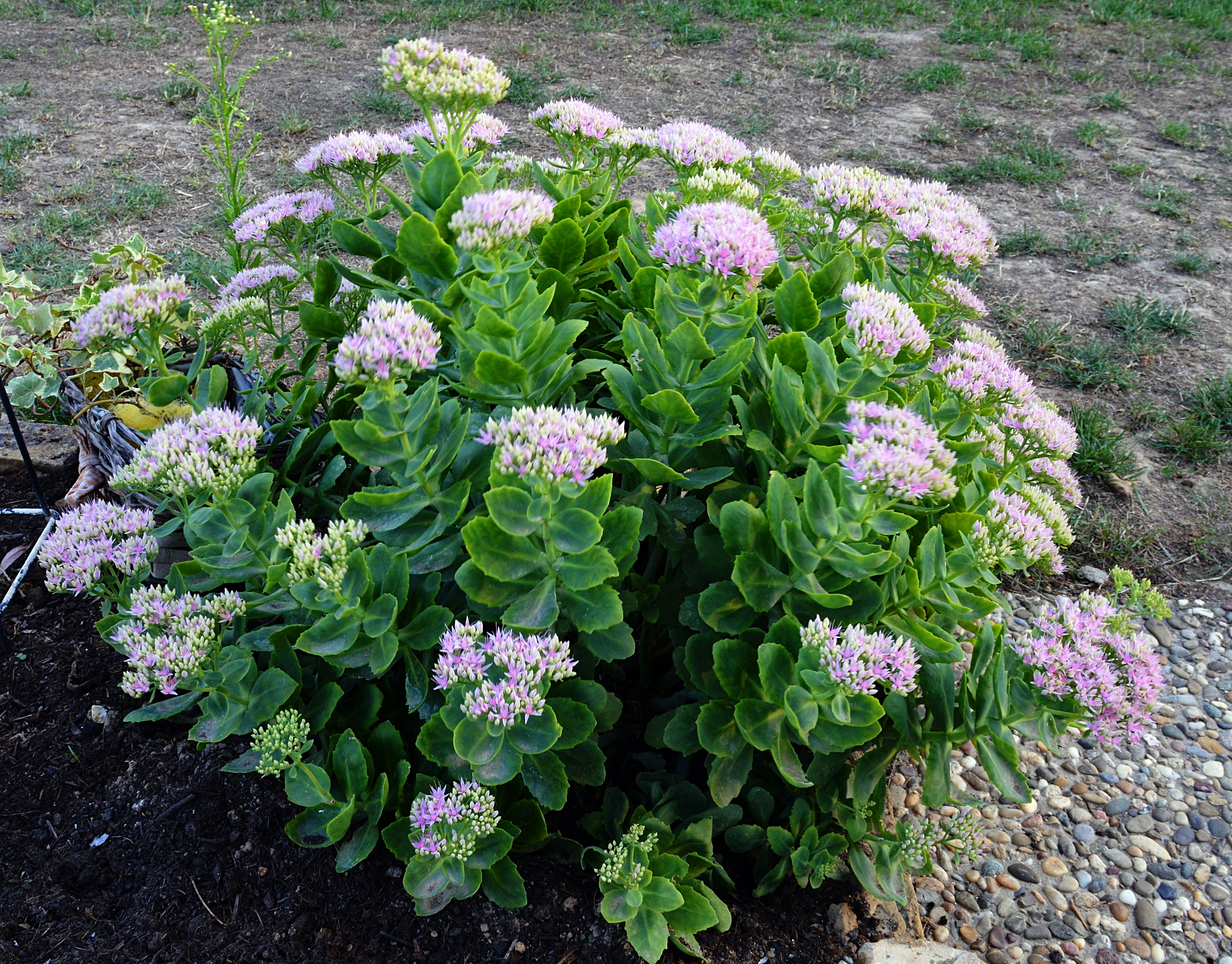
Egy száron számos levél ül, a tetején pedig a virágzat
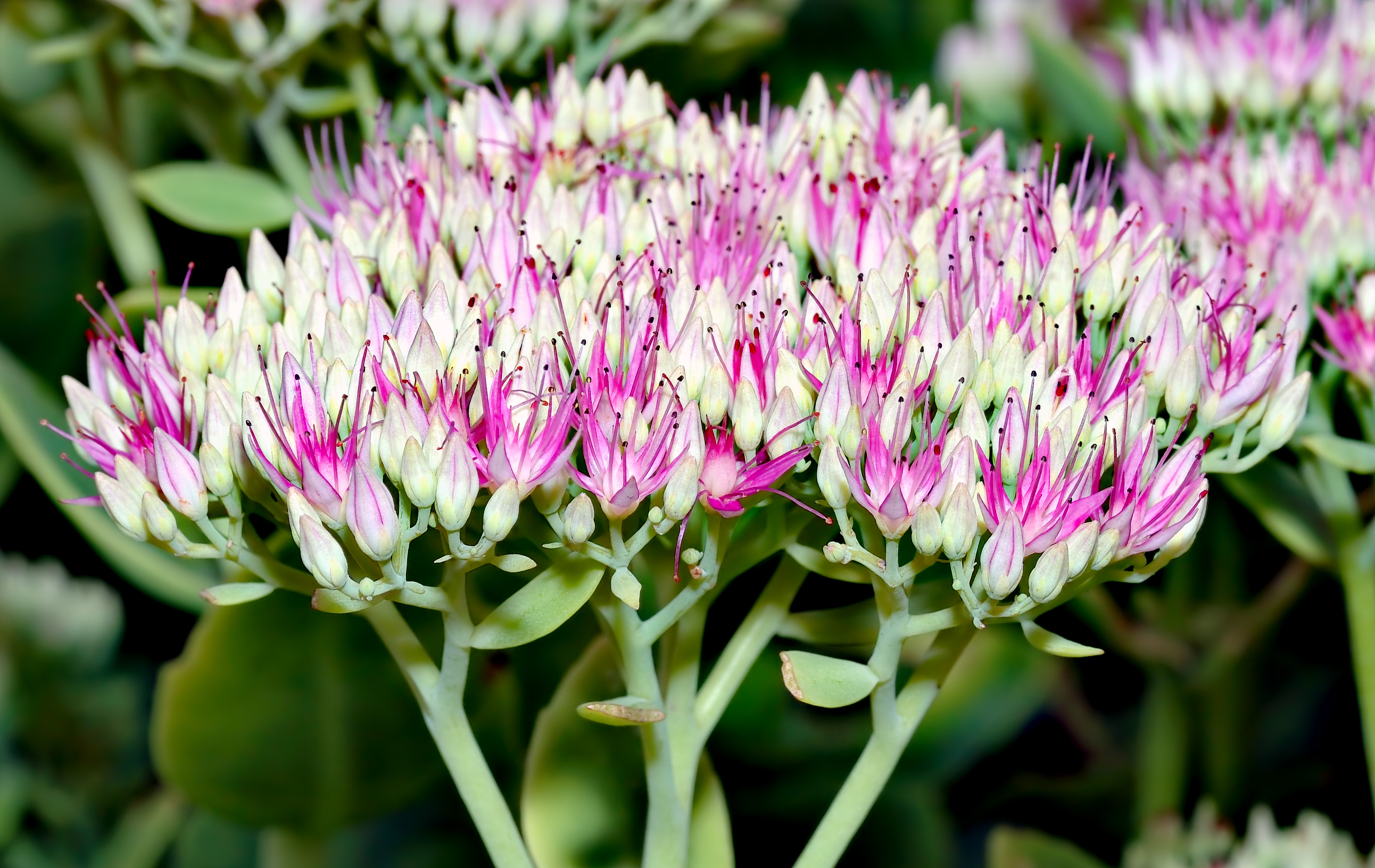
Virágzata oldalról
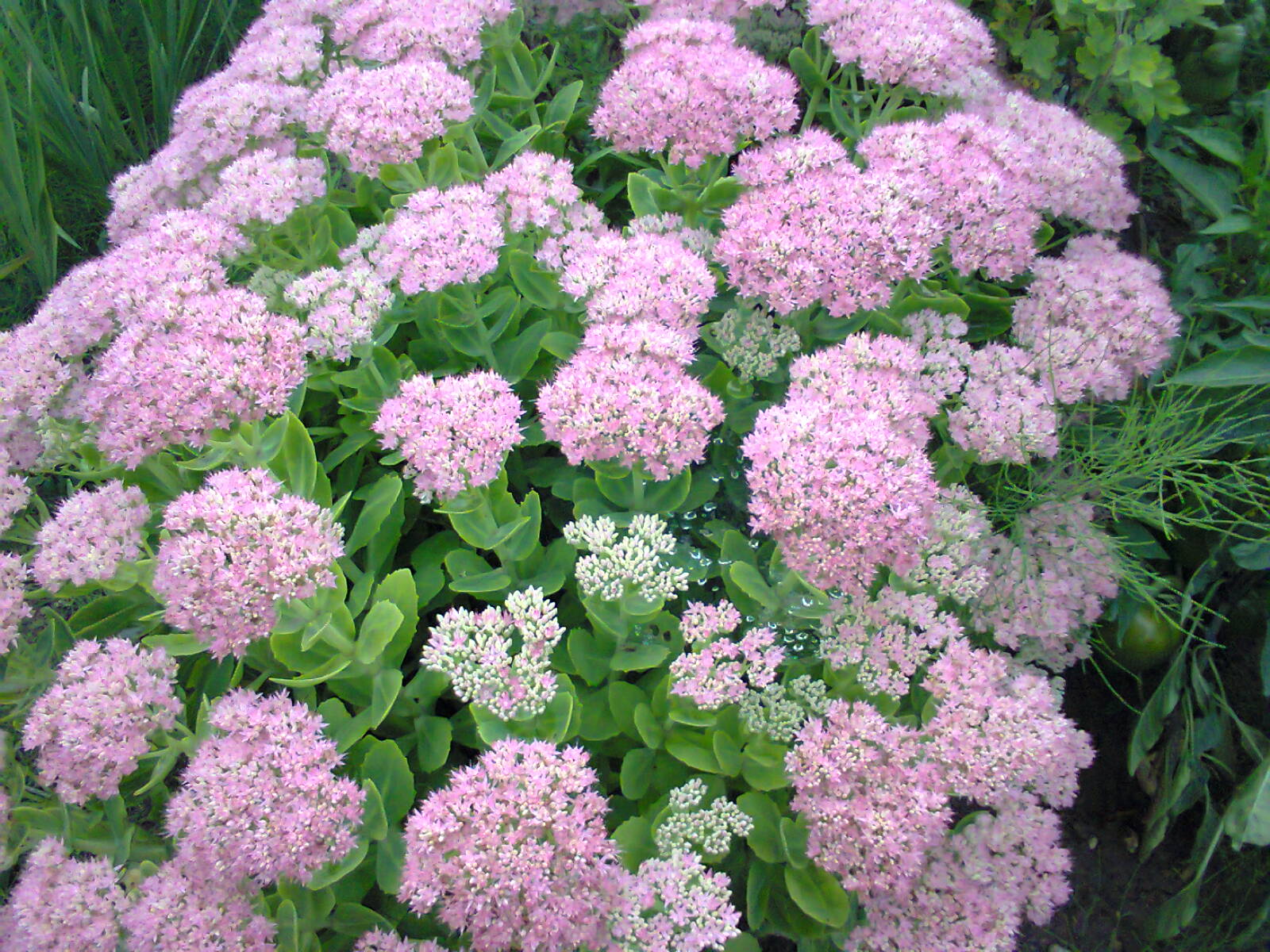
és felülről
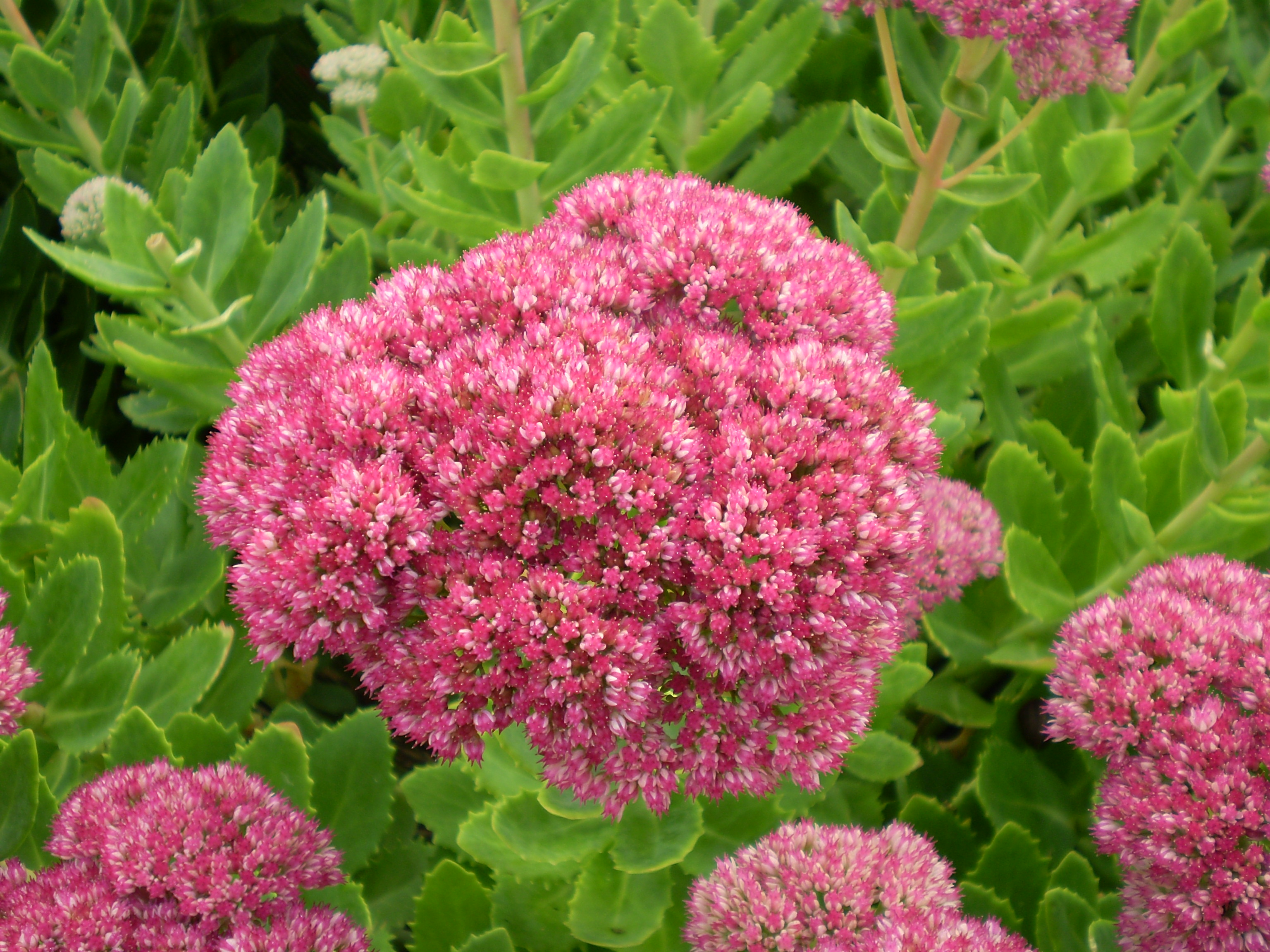
A kitenyésztett 'Brilliant'
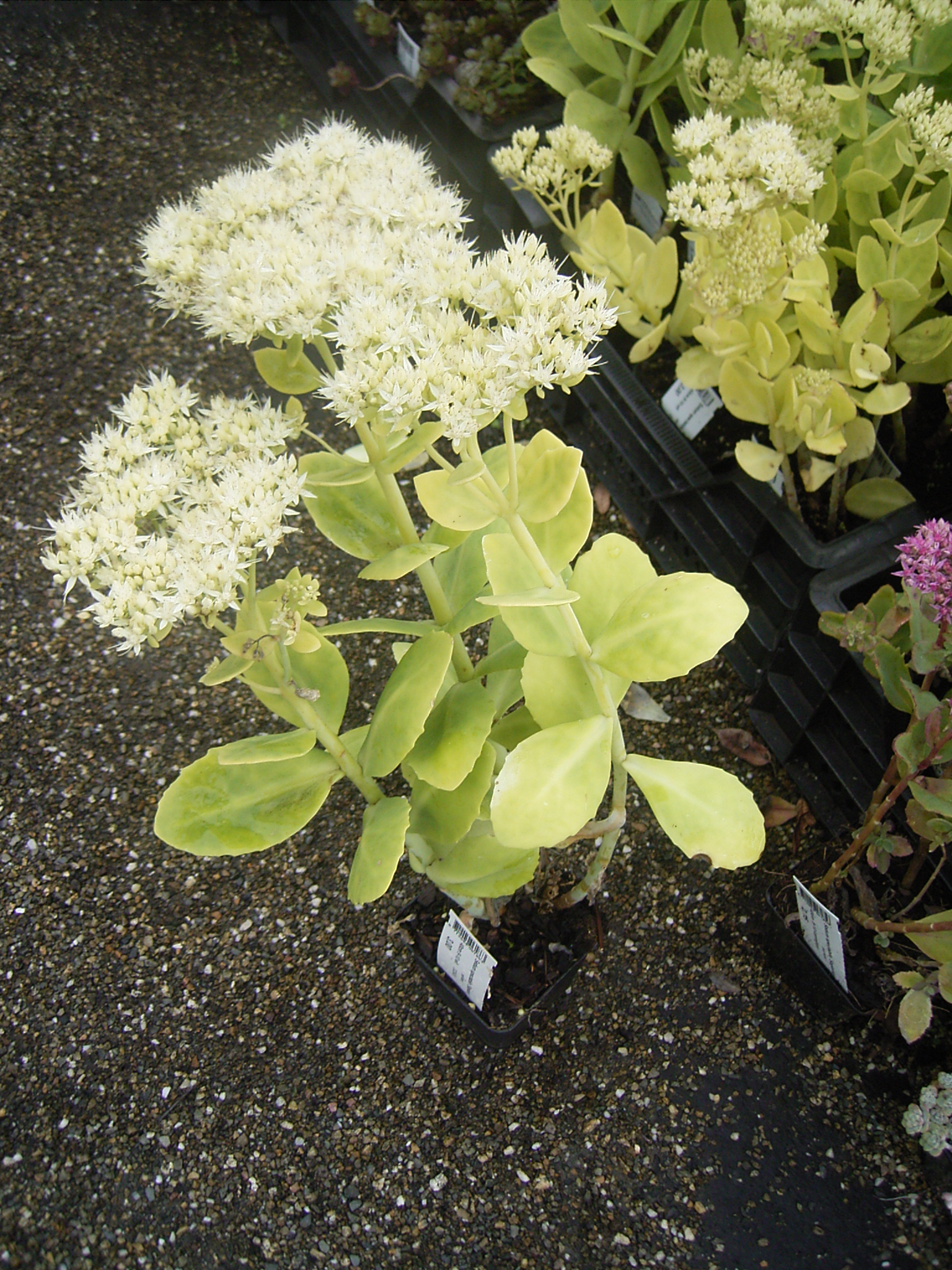
és 'Stardust', fehérben

## Fordítás
- Ez a szócikk részben vagy egészben  a   Hylotelephium spectabile című angol Wikipédia-szócikk ezen változatának fordításán alapul.  Az eredeti cikk szerkesztőit annak laptörténete sorolja fel. Ez a jelzés csupán a megfogalmazás eredetét és a szerzői jogokat jelzi, nem szolgál a cikkben szereplő információk forrásmegjelöléseként.